# Groupe Chantelle
Groupe Chantelle is een Frans lingerieproducent. Het bedrijf is gevestigd in Cachan, een voorstad van Parijs, en wordt geleid door Patrice Kretz. De groep heeft 6200 werknemers in dienst.

## Geschiedenis
Het bedrijf werd in 1876 opgericht als een fabriek van elastisch breiwerk. Sinds 1898 is de familie Kretz eigenaar. In 1902 ging het bedrijf zich toeleggen op de productie van elastische korsetten en in 1949 werd het merk Chantelle gelanceerd voor een reeks heupkorsetten. Sinds de jaren 60 zijn beha's het belangrijkste product.
Naast het hoofdmerk Chantelle lanceerde het bedrijf Passionata in 1988 en Darjeeling in 1995. In 2006 kocht de Group Chantelle het verkoopkanaal Orcanta. In 2010 en 2011 breidde de groep uit met het Deense merk Femilet en het Franse designermerk Chantal Thomass. In 2014 verwierf Chantelle de Nederlandse winkelketen Livera.